# Hans Heinrich Rhabenhaupt
Hans Heinrich Rhabenhaupt (činný od roku 1592, † 1613 Český Krumlov) byl brusič a řezáč skla a křišťálu, činný v Praze na dvoře císaře Rudolfa II. a v jižních Čechách na dvoře Petra Voka z Rožmberka.

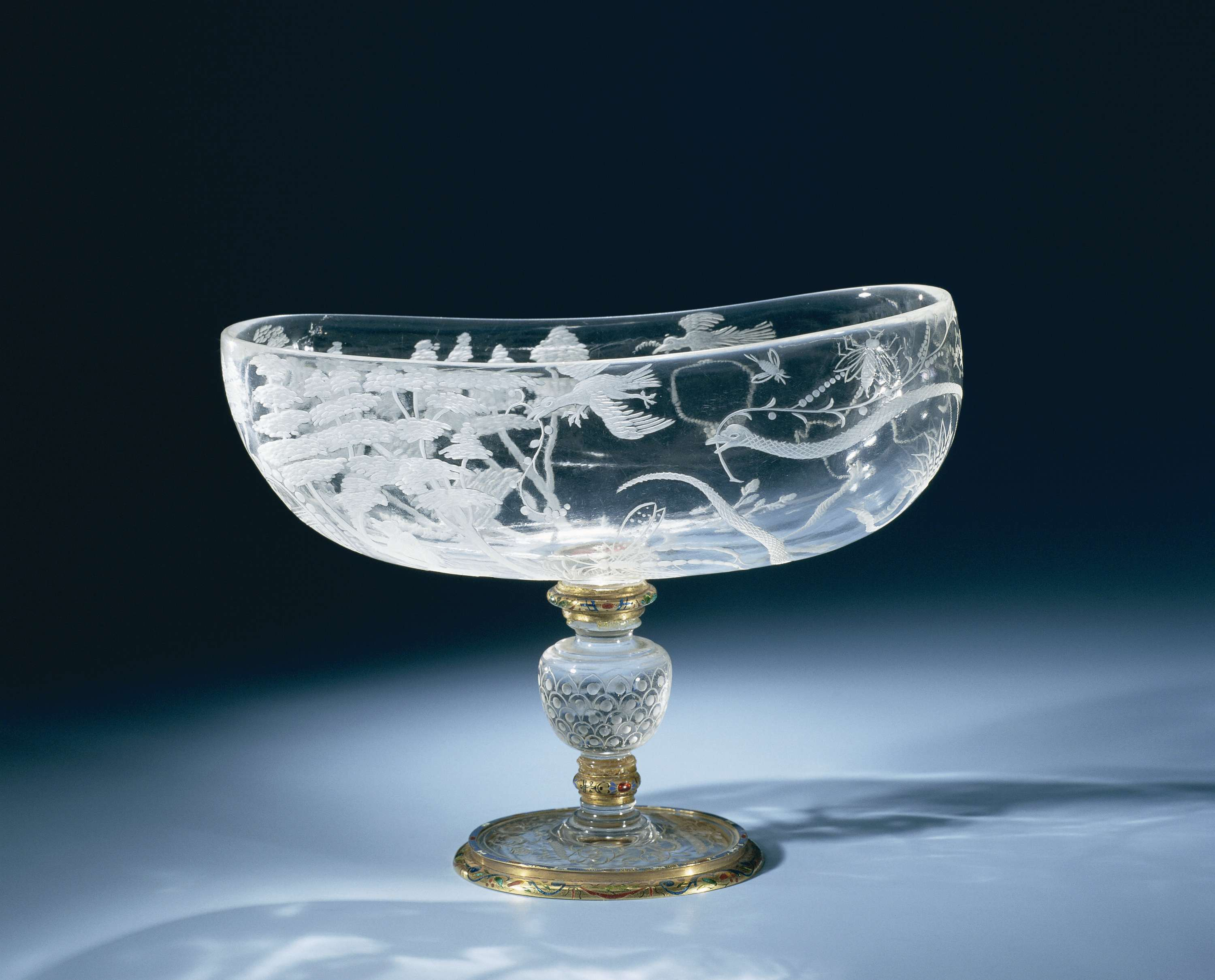
Pohár na nožce, tzv. loďka, horský křišťál, montáž zlato, email; řezané stromy, ptáci, plazi a hmyz; na stromě znaky Petra Voka z Rožmberka a Kateřiny z Ludanic, Český Krumlov kolem 1600; Rijksmuseum Amsterdam

## Formy jména
V písemných pramenech, zejména v účetních knihách rožmberského panství Petra Voka od roku 1592 figuruje pod několika jmény, kromě výše uvedené verze také Rabenhaubt, Robhap, Jan šteinšneider, Honza štejnšnejder, Jindřich Robenhaubt nebo Honza Heinrich.

## Život a dílo
Jeho původ není znám. V letech 1592 až 1607 pracoval v Českém Krumlově ve vlastním brusičském mlýně na řece Vltavě ve službách Petra Voka z Rožmberka. Patřil k zámožným řemeslníkům, protože Petr Vok mu již v roce 1594 prodal krumlovský dům v podhradí na Latráně (dnešní čp. 56) za 400 kop zlatých míšeňských grošů. V práci mu pomáhala manželka Anna Marie, v účtech zmiňovaná jako "šteinšnaiderka" a inkasující peníze za své dílo. Z konkrétních prací jsou Hansi Heinrichovi v účtech placeny: pečeť, psací stolek, rukojeť nože z jaspisu, jaspisové nádobí, kalich, krabice a "dělání všelijakých kšírlů". V práci pokračoval i po roce 1602, kdy Vok prodal Český Krumlov císaři Rudolfovi II.
Roku 1604 získal Rabenhaupt povolení k cestování do Horní Falce, Bádenska a Württemberska.
Roku 1607 vstoupil do služeb císaře Rudolfa II., ale dále dodával nádobí Petru Vokovi a po jeho smrti v roce 1611 i jeho nástupci Janu Jiřímu ze Švamberka, například koflík z achátu. Zemřel roku 1613. Vdova prodávala hotové zboží do roku 1614. Dům s brusírnou vlastnily Rhabenhauptovy děti až do roku 1635.